# Jin Ok
Jin Ok (* 28. Januar 1990) ist eine ehemalige nordkoreanische Eishockeyspielerin.
Sie vertrat die nordkoreanische Frauennationalmannschaft bei den Weltmeisterschaften der Jahre zwischen 2012 und 2018. Dabei gelang Jin bei der WM 2012 mit dem Team der zwischenzeitliche Aufstieg in die Division IB. Außerdem nahm sie an den Winter-Asienspielen 2011 und dem IIHF Women’s Challenge Cup of Asia 2014 teil.
Bei den Olympischen Winterspielen 2018 in Pyeongchang bildeten Nord- und Südkorea eine gemeinsame Eishockeymannschaft der Frauen. Jin Ok gehörte als eine von zwölf Nordkoreanerinnen zum 35-köpfigen Kader, da jedoch nur 22 Spielerinnen zum Einsatz kommen durften, blieb sie ohne Einsatz.